# کنییا (استان اوپوله)
کنییا (به لهستانی: Knieja) یک منطقهٔ مسکونی در لهستان است که در گمینا زنبوویتسه واقع شده‌است.